# Io e il cielo
Io e il cielo è il primo album di Jo Chiarello, pubblicato nel 1989 dalla Yep.

## Descrizione
Nonostante la cantante avesse già pubblicato diversi singoli nel corso degli anni '80, solo nel 1989 decide di produrre organicamente un album vero e proprio, fatto di brani inediti, visto il rinnovato successo ottenuto al Festival di Sanremo 1989.
Vi è la partecipazione come produttore di Eliop e una proficua collaborazione con Alberto Cheli e i primi due brani sono scritti proprio da lui: Fammi toccare è una cover del brano scritto e interpretato da Cheli stesso due anni prima, mentre Io e il cielo è il brano con cui la cantante ha partecipato al Sanremo 1989, arrivando seconda tra i Giovani. Due brani entrambi lenti, raffinati e contenenti sintetizzatori di fondo tipici di quegli anni.
Tra gli altri brani si fa notare Come nasce un nuovo amore, con cui la cantante aveva vinto Un disco per l'estate 1988 a Saint-Vincent.

## Tracce
1. Fammi toccare
2. Io e il cielo
3. In viaggio verso te
4. Ma che bella storia d'amore
5. Come nasce un nuovo amore
6. Poesie di un attimo
7. Il futuro
8. Mezze stagioni